# US Open 2018 - Quad singolare
David Wagner era il detentore del titolo, ma è stato battuto in finale da Dylan Alcott con il punteggio di 7–5, 6–2.

## Tabellone

### Legenda
| - Q = Qualificato - WC = Wild card - LL = Lucky loser | - ALT = Alternate - SE = Special Exempt - PR = Protected Ranking | - w/o = Walkover - r = Ritirato - d = Squalificato |

### Finale
|  | Finale |              |              |   |   |  |
|  |        |              |              |   |   |  |
|  | 2      | Dylan Alcott | Dylan Alcott | 7 | 6 |  |
|  | 1      | David Wagner | David Wagner | 5 | 2 |  |

### Round robin
|    |                  | D Wagner | D Alcott      | A Lapthorne   | B Barten | RR V–S | Set V–S   | Game V–S    | Posizione |
| 1  | David Wagner     |          | 3–6, 5–7      | 6–2, 6–4      | 6–0, 6–1 | 2–1    | 4–2 (67%) | 32–20 (62%) | 2         |
| 2  | Dylan Alcott     | 6–3, 7–5 |               | 6–0, 3–6, 6–0 | 6–3, 6–1 | 3–0    | 6–1 (86%) | 40–18 (69%) | 1         |
|    | Andrew Lapthorne | 2–6, 4–6 | 0–6, 6–3, 0–6 |               | 6–1, 6–4 | 1–2    | 3–4 (43%) | 24–32 (43%) | 3         |
| WC | Bryan Barten     | 0–6, 1–6 | 3–6, 1–6      | 1–6, 4–6      |          | 0–3    | 0–6 (0%)  | 10–36 (22%) | 4         |

La classifica viene stilata in base ai seguenti criteri: 1) Numero di vittorie; 2) Numero di partite giocate; 3) Scontri diretti (in caso di due giocatori pari merito); 4) Percentuale di set vinti o di game vinti (in caso di tre giocatori pari merito); 5) Decisione della commissione